# Titus Software
Titus Software va ser una empresa publicadora de videojocs francesa, coneguda per la creació del videojoc Superman 64 i Carmageddon 64 que van tenir un resultat d'1,3 a IGN, va produir videojocs per diversos sistemes al llarg dels anys. Creada pels germans Eric i Hervé Caen a França el 1985 van començar a llançar títols per Commodore Amiga i ordinador abans de continuar amb les consoles com la Game Boy i Nintendo 64, finalment van publicar títols per la Nintendo Gamecube i la consola de Sony, PlayStation 2. Titus va ser comprada per BlueSky Software.

## Videojocs
Alguns del videojocs de Titus Software es poden incloure:
- Blues Brothers 2000.
- Blues Brothers
- Blues Brothers 2000
- Prehistorik
- Prehistorik 2
- Prehistorik Man
- F/A-18E Super Hornet
- Automobili Lamborghini
- Superman 64
- Xena: Warrior Princess: The Talisman of Fate
- Top Gun - Combat Zones
- Virtual Kasparov
- Hercules: The Legendary Journeys
- Blues Brothers 2000
- Crazy Cars
- RoboCop (videojoc)